# Dinâmica temporal da música e linguagem
As dinâmicas temporais da música e da linguagem descrevem a forma como o cérebro coordena suas diferentes regiões a fim processar sons musicais e vocais.  Tanto a música quanto a linguagem apresentam uma estrutura rítmica e melódica. Ambas empregam um conjunto finito de elementos básicos (á exemplo tons ou palavras) que são combinados de maneiras ordenadas com a finalidade de criar ideias musicais ou linguais completas.

## Neuroanatomia da linguagem e música
As áreas-chave do cérebro são utilizadas tanto no processamento da música quanto ao da linguagem, assim como a área de Broca, a qual é dedicada à produção e compreensão da linguagem. Pacientes com lesões ou danos na área de Brocas geralmente apresentam uma gramática ruim, produção de fala lenta e uma compreensão pobre de frases. O giro frontal inferior, é um giro do lobo frontal que está envolvido em eventos temporais e na compreensão de texto, em particular a compreensão dos verbos. A Área de Wernicke está localizada na porção posterior ao giro temporal superior e é de fundamental importância para a compreensão do vocabulário e da linguagem escrita.
O córtex auditivo primário está localizado no lobo temporal do córtex cerebral. Essa região é essencial no processamento musical e desempenha um papel significativo na determinação da altura e do volume de um som. Lesões cerebrais nessa região geralmente acabam por resultar na perda da capacidade de ouvir qualquer som.  Descobriu-se que o lobo frontal está envolvido no processamento de melodias e harmonias musicais. Por exemplo, quando um paciente é solicitado a batucar uma batida ou tentar reproduzir um tom, essa região é muito ativa nos escaneamentos fMRI e PET. O cerebelo é um "mini" cérebro na parte posterior do crânio. Semelhante ao córtex frontal, estudos de imagens cerebrais sugerem que o cerebelo está envolvido no processamento de melodias e na determinação ritmo. O córtex pré-frontal, em conjunto com o córtex auditivo primário, foi de mesma forma envolvido na tonalidade ou na determinação do tom e do volume.
Além das regiões específicas mencionadas acima, muitos outros "pontos de troca de informações" estão ativos no processamento lingual e musical. Acredita-se na atuação dessas regiões como rotas de transmissão as quais acabam por conduzirem informações. Esses impulsos neurais permitem que as regiões mencionadas anteriormente se comuniquem e processem as informações corretamente. Essas estruturas incluem o tálamo e os núcleos da base.
Algumas das áreas citadas acima manifestaram-se como ativas durante o processamento de música e linguagem através de estudos do PET e fMRI. Essas áreas incluem o córtex motor primário, a área de Brocas, o cerebelo e os cortéx auditivos primários.

## Imaginando o cérebro em ação
As técnicas de imagem mais adequadas no estudo da dinâmica temporal fornecem informações em tempo real. Os métodos mais utilizados nesta pesquisa são a ressonância magnética funcional - ou fMRI - e a tomografia por emissão de pósitrons, conhecida como PET scan.
A tomografia por emissão de pósitrons envolve a injeção de um marcador radioativo isótopo de curta duração no sangue. Quando o radioisótopo decai, ele emite pósitrons os quais são detectados pelo sensor da máquina. O isótopo é quimicamente incorporado a uma molécula biologicamente ativa, como a glicose, que estimula a atividade metabólica. Sempre que ocorre atividade cerebral em uma determinada área, essas moléculas são recrutadas para tal área. Uma vez que a concentração da molécula biologicamente ativa e seu "corante" radioativo aumentam o suficiente, o scanner é capaz de detectá-lo.  Cerca de um segundo se passa desde o início da atividade cerebral até o momento em que a mesma atividade é detectada pelo dispositivo PET, algo que ocorre devido a necessidade de um determinado tempo para que o corante atinja as concentrações necessárias e possa ser então identificado.

Exemplo de uma varredura PET

A imagem por ressonância magnética funcional ou fMRI é uma forma do dispositivo de imagem MRI tradicional que permite que a atividade cerebral seja observada em tempo real. Um dispositivo de fMRI funciona detectando as alterações no fluxo sanguíneo neural associado à atividade cerebral. Dispositivos fMRI utilizam um forte campo magnético estático em busca de alinhar os núcleos de átomos dentro do cérebro. Um campo magnético adicional, comumente denominado de campo conservativo, é então aplicado com o propósito de elevar os núcleos a um estado de energia mais alta. Quando o campo gradiente é removido, os núcleos voltam ao seu estado original e emitem energia. A energia emitida é, por fim, detectada pela máquina fMRI e manipulada a fim de formar uma imagem. Quando os neurônios se tornam ativos, o fluxo sanguíneo para essas regiões aumenta. Esse sangue rico em oxigênio desloca o sangue pobre em oxigênio desses locais. Moléculas de hemoglobina nas células vermelhas transportadoras de oxigênio do sangue têm propriedades magnéticas diferentes, dependendo se estão ou não oxigenadas. Ao focar a detecção nos distúrbios magnéticos criados pela hemoglobina, a atividade dos neurônios pode ser mapeada quase em tempo real.  Poucas outras técnicas permitem aos pesquisadores o estudo da dinâmica temporal em tempo real.

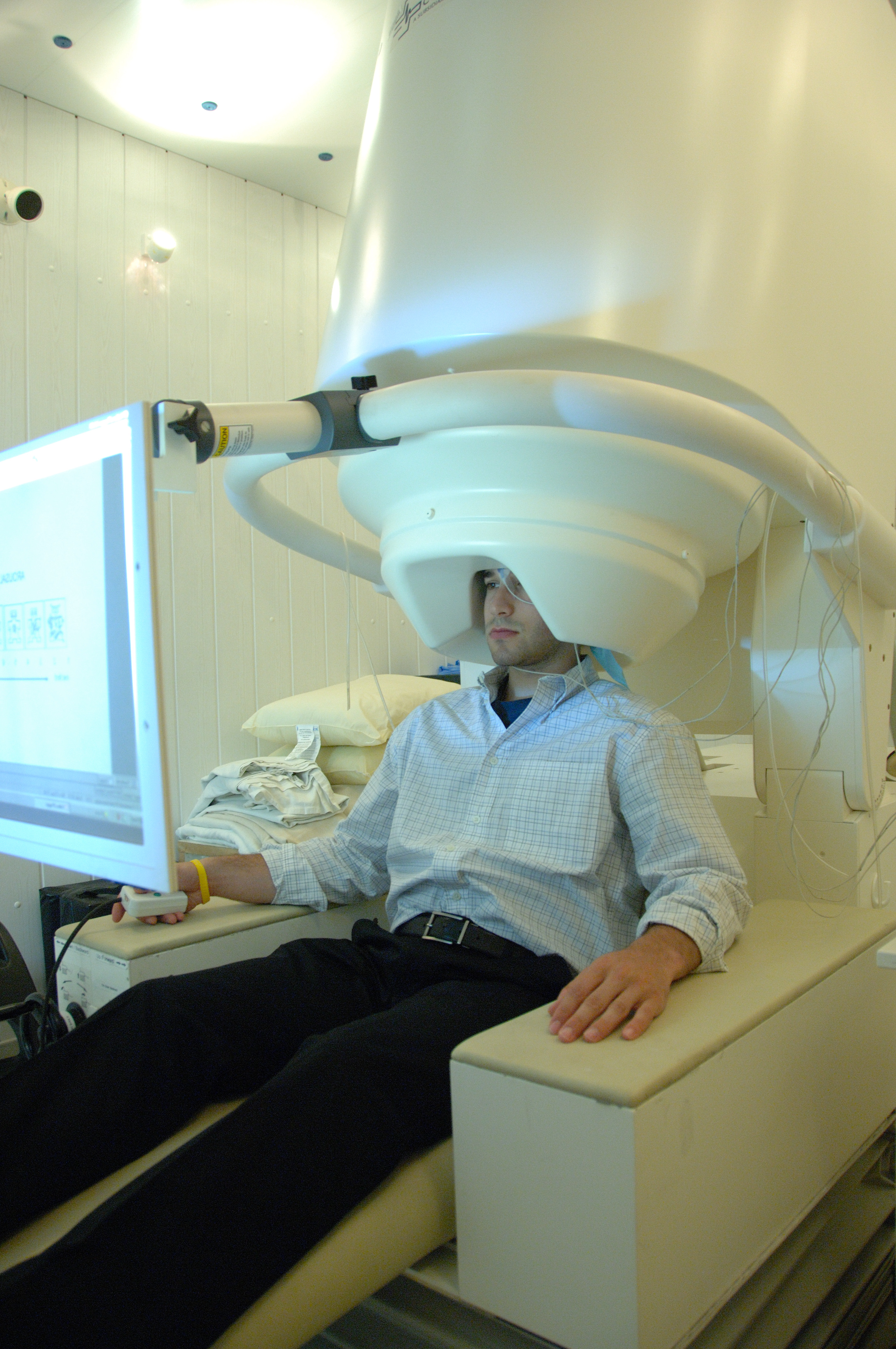
O paciente obtém um "MEG"

Outra ferramenta importante na análise da dinâmica temporal é a magnetoencefalografia, conhecida como MEG. É usado no mapeamento da atividade cerebral, detectando e registrando campos magnéticos produzidos por correntes elétricas geradas pela atividade neural. O dispositivo se utiliza de uma ampla variedade de aparelhos supercondutores de interface quântica, denominados de SQUIDS, com o propósito de detectar a atividade magnética. Por conta dos campos magnéticos produzidos pelo cérebro humano serem tão pequenos, todo o dispositivo deve ser colocado em uma sala especialmente projetada para proteger o aparelho de qualquer campo magnético externo.

## Outros métodos de pesquisa
Outro método comum aplicado no estudo da atividade cerebral durante o processamento linguístico e musical é a Estimulação magnética transcraniana, ou TMS. O TMS usa-se da indução para criar correntes eletromagnéticas fracas dentro do cérebro através da utilização de um campo magnético que muda rapidamente. Tais mudanças despolarizam ou hiper-polarizam os neurônios, algo que pode produzir ou inibir atividades em diferentes regiões. O efeito das interrupções na função pode ser manipulado a fim de avaliar as interconexões cerebrais.

## Pesquisa recente
Diversos aspectos da linguagem e das melodias musicais são computados pelas mesmas áreas cerebrais. Em 2006, Brown, Martinez e Parsons descobriram que ouvir tanto uma melodia quanto uma frase resultou na ativação de muitas das mesmas áreas, incluindo o córtex motor primário, a área motora suplementar, a área de Brocas, ínsula anterior, o córtex de áudio primário, o tálamo, os gânglios da base e o cerebelo.
Um estudo de 2008 realizado por Koelsch, Sallat e Friederici descobriu que o comprometimento lingual também pode afetar a capacidade de processamento musical. Crianças com Distúrbio Específico de Linguagem, ou DEL, não foram tão proficientes na combinação de tons entre si ou na manutenção do ritmo junto com um metrônomo simples quando comparadas com crianças sem tal distúrbios lingual. Isso destaca o fato de que distúrbios neurológicos que afetam a linguagem tem uma similar possibilidade de afetar a capacidade de processamento musical.
Em 2001, Walsh, Stewart e Frith investigaram quais regiões processavam melodias e a fala pedindo aos participantes que criassem uma melodia em um teclado simples ou escrevessem um poema. Eles aplicaram TMS no local com os dados musicais e linguais. A pesquisa descobriu que a TMS aplicada ao lobo frontal esquerdo afetou a capacidade de escrita ou de produção de material de fala, enquanto a TMS aplicada à área auditiva e de Brocas do cérebro mais inibiu a capacidade do sujeito da pesquisa de tocar melodias musicais. Algo que sugere a existência de algumas diferenças entre a música e a produção da fala.

## Aspectos de desenvolvimento
Os elementos básicos da computação musical e linguística parecem estar presentes no nascimento. Por exemplo, um estudo francês de 2011 que monitorou os batimentos cardíacos fetais descobriu que após a idade de 28 semanas, os fetos respondem às mudanças de ritmo e tom musical. As frequências cardíacas basais foram determinadas após 2 horas de monitoramento antes de qualquer estímulo. Frequências descendentes e ascendentes em ritmos diferentes foram tocadas perto do útero. O estudo também investigou a resposta fetal a padrões linguais, tais como tocar um clipe musical com sílabas diferentes, todavia uma resposta aos estímulos linguais diferentes não foi notada. As frequências cardíacas aumentaram em resposta a sons altos de alta frequência em comparação com sons suaves de baixa frequência. Isso sugere que os elementos básicos do processamento de som, á exemplo o discernimento de altura, ritmo e volume estão presentes desde o nascimento, enquanto processos que discernem padrões de fala, desenvolvidos posteriormente, ocorrem após o nascimento.
Um estudo de 2010 pesquisou o desenvolvimento das habilidades de linguagem em crianças com dificuldade de fala. Ele descobriu que a estimulação musical melhorou o resultado da fonoaudiologia. Crianças de 3,5 a 6 anos foram separadas em dois grupos, um grupo ouviu música sem letra em cada sessão de fonoaudiologia, enquanto o outro grupo recebeu a fonoaudiologia tradicional. O estudo notou que tanto a capacidade fonológica quanto a habilidade de compreensão de fala das crianças aumentaram mais rapidamente no grupo exposto à estimulação musical regular.

## Aplicações na Reabilitação
Estudos recentes descobriram que o efeito da música no cérebro é benéfico para indivíduos com distúrbios cerebrais. Stegemöller discute os princípios subjacentes da musicoterapia como sendo o aumento da dopamina, sincronia neural e, por último, um sinal claro, fatores importantes para a ocorrência de um funcionamento cerebral normal. Essa combinação de efeitos induz à neuroplasticidade do cérebro, a qual é sugerida a fim de se aumentar o potencial de aprendizagem e adaptação de um indivíduo.  A literatura existente examina o efeito da musicoterapia nas pessoas com Mal de Parkinson, doença de Huntington e demência, entre outras.

### Mal de Parkinson
Indivíduos com o Mal de Parkinson chegam a apresentar distúrbios posturais e de marcha resultantes da diminuição de dopamina no cérebro. Uma das características mais marcantes dessa doença é a marcha arrastada, em que o indivíduo se inclina para frente enquanto caminha e progressivamente vai aumentando a sua velocidade, o que leva a entrar em contato com uma parede ou sofrer uma queda. Os pacientes com Parkinson também possuem dificuldade em mudar sua direção ao caminhar. O princípio da intensificação da dopamina através da musicoterapia, portanto, aliviaria os sintomas parkinsonianos. Tais efeitos foram observados no estudo de Ghai sobre as várias sugestões de feedback auditivo, em que os pacientes com doença de Parkinson apresentam aumento da velocidade de caminhada, comprimento da passada e diminuição da cadência.

### Doença de Huntington
A doença de Huntington impacta o movimento e as funções cognitivas e psiquiátricas de uma pessoa, algo que afeta gravemente sua qualidade de vida. Os pacientes com doença de Huntington apresentam com frequência choreia, falta de controle dos impulsos, retraimento social e apatia. Schwarz et al. conduziu uma revisão da literatura publicada a respeito dos efeitos da terapia de música e dança em pacientes com doença de Huntington. O fato de a música ser capaz de amplificar habilidades cognitivas e motoras em atividades diferentes das relacionadas à música sugere que a música pode ser benéfica para pacientes com essa doença. Embora os estudos sobre os efeitos da música nas funções fisiológicas sejam essencialmente inconclusivos, foi-se notado que a musicoterapia aumenta a participação e o envolvimento de longo prazo do paciente na terapia os quais são fatores importantes no atingimento do potencial máximo das habilidades do paciente.

### Demência
Indivíduos possuidores do mal de Alzeihmer resultante de demência quase sempre ficam imediatamente animados ao ouvir uma música familiar.  Särkämo et al. discute os efeitos da música em pessoas com esta doença encontrados através de uma revisão sistêmica literária. Estudos experimentais sobre a música e a demência descobriram que, embora as funções auditivas de nível superior (como a percepção do contorno melódico e a análise auditiva) sejam atrofiadas nos indivíduos, eles ainda retêm sua consciência auditiva básica envolvendo altura, timbre e ritmo. Curiosamente, as emoções e memórias induzidas pela música também se descobriram preservadas, mesmo em pacientes os quais sofrem de demência severa. Estudos corroboram efeitos benéficos da música na agitação, ansiedade e comportamentos e interações sociais. As tarefas cognitivas são similarmente afetadas pela música, á exemplo a memória episódica e a fluência verbal. Estudos experimentais sobre a influência do canto para indivíduos dessa população acabaram por ampliar o armazenamento da memória, a memória de trabalho, a memória episódica remota e a função executiva.